# Tullio Regge
Tullio Eugenio Regge (Turín, 11 de julio de 1931-Orbassano, 23 de octubre de 2014) fue un físico teórico italiano, uno de los mayores expertos en la teoría de la relatividad que sentó las bases teóricas para la teoría de cuerdas y la gravedad cuántica.
De personalidad inquieta, compaginó sus trabajos en física con la carrera política, la divulgación, la literatura y el compromiso social.

## Biografía
Nació en Turín el 11 de julio de 1931. Pasó, junto con su familia, la Segunda Guerra Mundial en el cercano pueblo de Borgo d'Ale (Vercelli), antes de regresar a Turín para matricularse en el Politécnico de Turín, pasando a la facultad de física de la Universidad, de la que era director Gleb Wataghin.
Se graduó en 1952, con una tesis en física nuclear, bajo la dirección de Mario Verde, de quien rápidamente se convertiría en ayudante. Entre 1954 y 1956 realizó su doctorado, bajo la dirección de Robert Marshak, en la Universidad de Rochester. Allí conoció a la reconocida doctora en física Rosanna Cester, quien se convertiría en su esposa.
De 1958 a 1959, Regge ocupó un puesto en el Instituto Max Planck de Física, donde trabajó con Werner Heisenberg. En 1961 fue nombrado catedrático de Relatividad en la Universidad de Turín, cargo que compagino, de 1965 a 1979, con el ocupado en el Instituto de Estudios Avanzados, Princeton.
Desde 1979 abandona parte de su labor docente debido a una enfermedad degenerativa grave que le limitaba la movilidad, manteniéndose únicamente como profesor emérito de la Universidad Politécnica de Turín y como científico visitante en el CERN. A partir de ese momento cobra notoriedad pública como divulgador científico, labor que realizaría hasta su fallecimiento, y como político, siendo eurodiputado por el Partido Comunista de Italia, y su refundacion socialdemócrata
Partido Democrático de la Izquierda, entre 1989 y 1994.

## Físico teórico
En 1957 trabajó con John Archibald Wheeler en el problema de frontera de la relatividad general: la estabilidad de un agujero negro a las perturbaciones externas. Los dos físicos desarrollaron el primer cálculo perturbativo aplicado a una estrella oscura, derivando la ecuación ahora conocida como Regge-Wheeler, que gobierna las perturbaciones axiales de los agujeros negros.
En 1959, Regge descubrió una propiedad matemática de la dispersión potencial en la ecuación de Schrödinger: que la amplitud de dispersión puede considerarse como una función analítica del momento angular, y que la posición de los polos determina las tasas de crecimiento de la ley de potencia de la amplitud en la región puramente matemática de valores grandes del coseno del ángulo de dispersión. Esta formulación se conoce como teoría de Regge y es la base teórica de los estudios de Gabriele Veneziano sobre los polos de Regge, en la introducción de la teoría de cuerdas.
En 1961 introdujo el cálculo de Regge, un formalismo para producir aproximaciones simpliciales de espacio-tiempos que son soluciones para la ecuación de campo de Einstein. Esa fue la primera teoría de campo de gauge adecuada para la simulación numérica y una introducción teórica para la teoría de campos reticulares. En 1968, él y G. Ponzano desarrollaron una versión cuántica del cálculo Regge en tres dimensiones del espacio-tiempo, ahora conocido como el modelo Ponzano-Regge. Este fue el primero de toda una serie de modelos de suma de estados para la gravedad cuántica de bucles, conocidos como modelos de espuma de espín.

## Divulgador y político
A partir de 1980 comenzó a participar en la vida cultural en Italia, publicando artículos en periódicos e interviniendo en programas de televisión; con el objetivo de divulgar temas científicos y sociales, como la bioética o el problema energético. A partir de ese momento empezó a tener una gran visibilidad pública; en parte porque sus opiniones tenían una cierta connotación política. Cofundador, junto con Margherita Hack y Carlo Rubbia, del CICAP (Comité Italiano para la Investigación de Afirmaciones Pseudocientíficas).
Se presentó como candidato independiente a las elecciones europeas de 1989, en las listas del Partido Comunista Italiano; siendo elegido miembro de Parlamento Europeo, y permaneciendo en el cargo hasta 1994, ya en las listas del Partido Democrático de la Izquierda. Durante su trayectoria como eurodiputado fue uno de los miembros más activos del ITRE (Comité de la Industria, la Investigación y la Energía del Parlamento Europeo); centrando sus propuestas en la concienciación a los estados de la importancia de las políticas energéticas.
Su actividad de difusión de la cultura científica es muy amplia, abarcando desde conferencias, intervenciones televisivas, y múltiples libros de divulgación. Especialmente reconocido es Diálogo con Primo Levi (1987), que recoge una serie de conversaciones sobre temas muy variados que tuvieron lugar entre el físico y el escritor, considerado un intercambio de opiniones del más alto valor histórico e intelectual.
Reconocido por apoyar muchas veces posiciones no convencionales, pioneras y escépticas. Su ecléctica visión de la sociedad le llevó a ser también pionero en el diseño y en la programación de computadoras.

## Obras
Además de las obras técnicas sobre física teórica, se cuentan entre sus libros para el público en general:
- Einstein, el hombre, el mito y el científico, 1979[28]
- Cronache Dell'Universo, Boringhieri, 1981
- Un curso elemental sobre la relatividad general, 1983. Editado en 1986 por la Universidad de Valencia
- Etiudy o Vselennoi, 1985
- Dialogo, de Primo Levi y Tullio Regge, Einaudi, 1987
- Le meraviglie del reale, La Stampa, 1987
- Geografia generale con elementi di cosmologia. Per le Scuole superiori, 1989
- Gli eredi di Prometeo. L'energia nel futuro, La Stampa, 1993
- Infinito: viaggio ai limiti dell'universo, 1995
- Scienza e ambiente: un dialogo, 1996
- Infinito, Mondadori, 1996
- Non abbiate paura: racconti di fantascienza, 1999
- Non abbiate paura. Racconti di fantascienza, La Stampa, 1999
- L'universo senza fine. Breve storia del Tutto: passato e futuro del cosmo, Milan, Mondadori, 1999
- Spazio, tempo e universo. Passato, presente e futuro della teoria della relatività, UTET Libreria, 2003
- Lettera ai giovani sulla scienza, Rizzoli, 2004

## Premios y reconocimientos
Recibió el premio Dannie Heineman de física matemática en 1964, el premio Albert Einstein en 1979. Fue galardonado con el Premio Dirac en 1996, el Premio Marcel Grossmann en 1997, y el Premio Pomeranchuk en 2001. Nominado al premio Nobel de física en 1967.
Múltiples conceptos de la física actual llevan su nombre: la trayectoria de Regge, la teoría de Regge, los polos de Regge así como el cálculo de Regge. El asteroide (3778) Regge, está nombrado en su honor.